# Дженнифер Уайт
Дженнифер Уайт (англ. Jennifer White, урождённая Карли Энн Фридман — англ. Carly Anne Friedman; род. 7 февраля 1988 года, Агура-Хилс, Калифорния, США) — американская порноактриса и модель.

## Биография
Дженнифер Уайт родилась в Агура-Хилс, Калифорния, США. Имеет голландские, английские и еврейские корни.
Начала карьеру в порноиндустрии в 2009 году, когда ей исполнился 21 год, после завершения университета. За несколько лет успела попробовать себя в разных сценах: лесбо, анального, группового секса. Дженнифер появляется в кадре, чаще всего, используя свои открыто-невинные и выразительные черты. Этим она очень располагает к себе. Сотрудничает со студиями: Red Light District, Evil Angel, Digital Sin и Reality Kings. В одном из интервью призналась: «что с детства мечтала о занятии сексом на плёнку».
На 2024 год снялась более чем в 1000 фильмах.

## Премии и номинации
- 2011 AEBN VOD Award — Лучший новичок[6]
- 2011 номинация на AVN Award — Лучшая новая старлетка[7]
- 2011 номинация на Urban X Award — Best Girl/Girl Sex Scene — The Session (shared with Anjanette Astoria)[8]
- 2011 номинация на XBIZ Award — Новая старлетка года[9]
- 2012 номинация на AVN Award — Best Oral Sex Scene — Sloppy Head 3[10]
- 2012 номинация на AVN Award — Best POV Sex Scene — Jerkoff Material 6 (shared with Tim Von Swine)[10]
- 2013 номинация на AVN Award — Best Anal Sex Scene — Star Wars XXX: A Porn Parody (shared with Tom Byron)[11]
- 2013 номинация на AVN Award — Best Three-Way Sex Scene (G/G/B) — Farm Girls Gone Bad (shared with Giselle Leon & Mick Blue)[11]

## Фильмы
- Anal Treats
- All Girl Pussy Riot
- Amazing Asses 7
- Anal Buffet 4
- Anal Prom Queens
- Athletic Support 4
- Babysitter Diaries 4
- Blowjob Winner 14
- Breaking Up
- Bubble Butt Babysitters
- Bus Stop Girls
- Cuntry Girls
- Don’t Tell My Wife I Assfucked the Babysitter 2
- Farm Girls Gone Bad
- Great American Slut-Off
- In the Butt 4
- Interrogation Room
- Jerkoff Material 6
- Job for Jenna
- Legs 3
- Lesbian Office Seductions 5
- Like Sister Like Slut
- Liquid Gold 19
- Lord of Asses 15
- Naughty Athletics 11
- Naughty Bookworms 20
- Naughty Rich Girls 3
- New Dad in Town
- Real Wife Stories 12
- Real Workout 6
- Sassy Ass
- Schoolgirl POV 8
- Sorry Daddy, Whitezilla Broke My Little Pussy 1
- Teacher’s Pet 4
- Teens Like It Big 13
- Young and Glamorous 2